# ALGO!
『ALGO!』（アルゴ）は、荻野真による日本の漫画。『週刊ヤングジャンプ』（集英社）において、1989年45号から1990年37号まで連載された。全33話。単行本全3巻。コンピューターの中に存在するとされる別世界をテーマとしたSF漫画である。

## 概要
荻野が当時『ヤングジャンプ』に連載中だった『孔雀王』をしばらく休載するために描かれた作品。当時の荻野は家庭用ゲーム機に満足できず、ファミリーコンピュータの改造やゲーム基板の収集のために秋葉原の電気街に頻繁に通っていたことから、これらのアイディアを盛り込むことで時代を先取りできる新しい作品として、本作品を発案した。
しかしまだ一般家庭にパソコンが普及しておらず、パソコンに触れたこともない読者の多かった時代において、本作品はなかなか受け入れられず、意味がわからない、横文字の連発になじめないといった数々の悪評に遭い、連載開始から1年を待たずして編集部から『孔雀王』の再開を命じられ、本作は終了を迎えた。
連載終了から半年後には、「某T谷プロ」から本作と酷似したアニメ作品やドラマが発表されていることから、荻野は自分の狙いはさほど悪くなかったと語っている。

## あらすじ
主人公・基町走太郎ことランは、秋葉原の馴染みの店で奇妙なゲーム基板を発見し、その基板から「ALGO」という謎のメッセージを受け取った。それ以来ランと幼馴染みの理沙は、基板を狙う謎の刺客たちに追われるようになる。基板の中にいた異形の騎士「アルゴ」により危機を脱したランたちはやがて、コンピューターの向こう側にある別世界「電脳世界」の存在、そしてその世界により自分たちの世界が侵略されつつある事実を知る。

## 登場人物
基町 走太郎（もとまち そうたろう）
主人公。通称ラン。東京の私立高校に通う少年。両親はいるが、家をよく空けており、ほぼ一人暮らしの状態。根っからのゲーム好きで一流ゲーマーを自称し、しばしば学校を抜け出しては秋葉原でゲームに勤しんでいる。秋葉原の軍部の店で謎の基板を手に入れたことから、アルゴと電脳世界の存在を知り、アルゴとともに電脳世界との戦いに巻き込まれてゆく。
アルゴ（ALGO）
ランの入手した基板に潜んでいた異形の騎士。電脳世界の生物であり、電脳世界の者たちからは「世界を地獄に変えた悪魔」と呼ばれて恐れられている。電脳世界と人間たちの世界を自在に行き来する能力を持ち、かつて電脳世界での戦いに敗れ、人間世界へ逃れていた。
秋川 理沙（あきかわ りさ）
ランの幼馴染みで、家に両親が不在のランにとってのお目付け役的存在。ランが基板を入手した場に居合わせ、アルゴのメッセージを受け取ったことから、ともに電脳世界に追われる身となる。
軍部（ぐんべ）
秋葉原電気街の老舗・軍部電機商会の店主。店の常連であるランから「軍部の親父」と慕われている。以前より電脳世界の存在を知っており、秋葉原六部衆と呼ばれる町の同年代の者たちとともに、密かに戦い続けていた。
増幅（ますぞえ）
ランたちの同級生の女生徒。アルゴを追って、関係者とみなした理沙を執拗に狙う。実は電脳世界に身も心も乗っ取られた「端末者（ターミナル）」と呼ばれる刺客の1人。
蟻元（ありもと）
ランたちの高校のコンピューター教科の教師。理沙たちからは「バグ」と呼ばれて忌み嫌われている。増幅と同じく「端末者（ターミナル）」の1人で、アルゴを狙ってランたちへ魔手を伸ばす。
MAYU（マユ）
中盤の主要人物。人気絶頂の女性アイドル歌手。日本全国ほとんどの男性が彼女に夢中という、異常ともいえる現象を巻き起こしている。プロフィールは一切不明で、その裏にはアルゴにも似た、ある秘密が隠されている。
カイロ
終盤の主要人物。中東の某国の王の息子。外交官特権を利用して秋葉原の様々なゲームセンターを襲撃し、最新ゲームや高価なゲーム筐体ばかりを次々に奪っている。ランと同等の腕前を持つゲーマーでもある。

## 書誌情報
- 荻野真『ALGO!』集英社〈ヤングジャンプ・コミックス・スペシャル〉、1990年。全3巻。

1. 1990年10月25日発行（1990年10月1日発売[2]）、ISBN 978-4-08-861851-7
2. 1990年11月25日発行（1990年11月1日発売[3]）、ISBN 978-4-08-861852-4
3. 1990年12月18日発行（1990年12月1日発売[4]）、ISBN 978-4-08-861853-1